# Sofia Costoulas
Sofia Costoulas (ur. 2 kwietnia 2005 w Genk) – belgijska tenisistka.

## Kariera tenisowa
Jako juniorka osiągnęła w 2021 roku finał Wimbledonu w grze podwójnej dziewcząt. Razem z partnerującą jej Laurą Hietarantą uległy 1:6, 2:6 deblowi Kristina Dmitruk–Diana Sznajdier. W 2022 roku awansowała do finału Australian Open w grze pojedynczej dziewcząt, w którym przegrała 5:7, 1:6 z Petrą Marčinko.

## Życie prywatne
Costoulas urodziła się w Belgii z matki Belgijki Patricii i ojca Sotire urodzonego w Kongo o greckich korzeniach. Zaczęła grać w tenisa w wieku 5 lat. Grała też wcześniej w piłkę nożną (jaj ojciec był zawodowym piłkarzem w ligach belgijskich), ale nie dało się tego długo łączyć i postawiła na tenis.

## Finały turniejów ITF
| turnieje z pulą nagród 100 000 $ (W100)  |
| turnieje z pulą nagród 80 000 $ (W80)    |
| turnieje z pulą nagród 60 000 $ (W75)    |
| turnieje z pulą nagród 40 000 $ (W50)    |
| turnieje z pulą nagród 25/30 000 $ (W35) |
| turnieje z pulą nagród 15 000 $ (W15)    |

### Gra pojedyncza 11 (4–7)
| Rezultat     |    | Data       | Turniej        | ($)    | Naw.          | Przeciwniczka           | Wynik            |
| Finalistka   | 1. | 07/02/2021 | Szarm el-Szejk | 15 000 | Twarda        | Magali Kempen           | 3:6, 2:6         |
| Finalistka   | 2. | 26/12/2021 | Monastyr       | 15 000 | Twarda        | Eudice Chong            | 6:3, 4:6, 6:7(5) |
| Finalistka   | 3. | 02/01/2022 | Monastyr       | 15 000 | Twarda        | Akvilė Paražinskaitė    | 5:7, 2:6         |
| Finalistka   | 4. | 26/06/2022 | Gurgaon        | 25 000 | Twarda        | Karman Thandi           | 4:6, 6:2, 1:6    |
| Zwyciężczyni | 1. | 20/05/2023 | Feld am See    | 25 000 | Ceglana       | Lara Salden             | 6:3, 6:1         |
| Finalistka   | 5. | 26/11/2023 | Limassol       | 25 000 | Twarda        | Hanne Vandewinkel       | 2:6, 6:4, 4:6    |
| Zwyciężczyni | 2. | 03/12/2023 | Limassol       | 25 000 | Twarda        | Silvia Ambrosio         | 6:1, 6:3         |
| Finalistka   | 6. | 02/06/2024 | Klagenfurt     | 25 000 | Ceglana       | Marie Benoît            | 1:6, 3:6         |
| Zwyciężczyni | 3. | 09/03/2025 | Helsinki       | 30 000 | Twarda (hala) | Yuriko Miyazaki         | 6:3, 7:5         |
| Zwyciężczyni | 4. | 20/04/2025 | Calvi          | 60 000 | Twarda        | Tessah Andrianjafitrimo | 7:5, 6:1         |
| Finalistka   | 7. | 01/06/2025 | Otočec         | 40 000 | Ceglana       | Amarissa Tóth           | 3:6, 3:6         |

### Gra podwójna 11 (3–8)
| Rezultat     |    | Data       | Turniej     | ($)    | Naw.          | Partnerka           | Przeciwniczki                        | Wynik             |
| Finalistka   | 1. | 19/02/2022 | Monastyr    | 15 000 | Twarda        | Clervie Ngounoue    | Kryscina Dzmitruk Marija Szołochowa  | 6:3, 2:6, 5–10    |
| Zwyciężczyni | 1. | 15/10/2022 | Hua Hin     | 25 000 | Twarda        | Punnin Kovapitukted | Risa Ushijima Wi Hwi-won             | 6:1, 6:2          |
| Finalistka   | 2. | 18/03/2023 | Pretoria    | 60 000 | Twarda        | Dalila Spiteri      | Mai Hontama Alice Tubello            | 3:6, 3:6          |
| Finalistka   | 3. | 19/05/2023 | Feld am See | 25 000 | Ceglana       | Kayla Cross         | Denisa Hindová Chiara Scholl         | 2:6, 0:6          |
| Zwyciężczyni | 2. | 03/06/2023 | Troisdorf   | 25 000 | Ceglana       | Lara Salden         | Tilwith Di Girolami Chiara Scholl    | 7:6(4), 6:4       |
| Zwyciężczyni | 3. | 17/06/2023 | Tainan      | 25 000 | Ceglana       | Li Yu-yun           | Lee Ya-hsin Lee Ya-hsuan             | 6:4, 6:4          |
| Finalistka   | 4. | 15/07/2023 | Corroios    | 25 000 | Twarda        | Lulu Sun            | Talia Gibson Petra Hule              | 3:6, 6:3, 6–10    |
| Finalistka   | 5. | 16/09/2023 | Leiria      | 25 000 | Twarda        | Jenny Dürst         | Francisca Jorge Matilde Jorge        | 5:7, 6:7(5)       |
| Finalistka   | 6. | 24/02/2024 | Pretoria    | 40 000 | Twarda        | Hanne Vandewinkel   | Lina Gluszko Gabriela Knutson        | 6:7(5), 6:7(4)    |
| Finalistka   | 7. | 15/03/2025 | Solarino    | 30 000 | Dywanowa      | Katharina Hobgarski | Viktória Hrunčáková Katarína Kužmová | 7:6(4), 4:6, 5–10 |
| Finalistka   | 8. | 05/04/2025 | Nantes      | 40 000 | Twarda (hala) | Talia Gibson        | Martyna Kubka Lisa Zaar              | 3:6, 2:6          |

## Finały wielkoszlemowych turniejów juniorskich

### Gra pojedyncza (1)
| Końcowy wynik | Rok  | Turniej         | Nawierzchnia | Przeciwniczka  | Wynik finału |
| Finalistka    | 2022 | Australian Open | Twarda       | Petra Marčinko | 5:7, 1:6     |

### Gra podwójna (1)
| Końcowy wynik | Rok  | Turniej   | Nawierzchnia | Partnerka        | Przeciwniczki                    | Wynik finału |
| Finalistka    | 2021 | Wimbledon | Trawiasta    | Laura Hietaranta | Kristina Dmitruk Diana Sznajdier | 1:6, 2:6     |